# Werbeverzicht
Der Begriff Werbeverzicht bezeichnet eine spezifisch österreichische Regelung im Umgang mit der Ablehnung von Postwurfsendungen. Dabei handelt es sich um eine freiwillige Selbstbeschränkung der Werbemittelverteiler ohne eine gesetzliche Regelung seitens Ämtern und Behörden. Bei der Post und anderen Zustellfirmen findet der sogenannte Werbeverzichtsaufkleber Akzeptanz. Zum Erwerb eines Werbeverzichtsaufklebers muss ein ausreichend frankierter Brief inklusive eines ausreichend frankierten und vollständig adressierten Rückkuverts mit Kennwort „Bitte kein Reklamematerial“ an ein Postfach in Saalfelden am Steinernen Meer gesendet werden.
Betreiber des Postfachs ist eine privatrechtliche Vereinigung von Werbemittelzustellern, von der die WKO-Fachgruppe Werbung behauptet, damit in keiner Verbindung zu stehen.
Die Bestellung des Aufklebers vom Fachverband Werbung & Marktkommunikation ist über schriftliche Bestellung und auf postalischem Weg möglich. Es werden pro Rückantwortkuvert maximal zwei Stück Aufkleber versendet; unter der Voraussetzung, das Ansuchen enthält den Zusatz „Bitte um 2 Stück“.
Auch jede anderen, ausreichend wahrnehmbaren Hinweise wie z. B. gut sichtbare selbstgemachte Aufkleber auf Brieffach oder Wohnungstüre müssen von den Werbemittelverteilern respektiert werden.
Ein Werbeverzichts-Aufkleber kann ebenso bei der Umweltberatung und der Plattform Footprint bestellt, oder direkt in Baumärkten gekauft werden.
„Wird trotz eines derartigen Hinweisschildes weiter unadressiertes Werbematerial zugestellt, so kann man dagegen mit einer Besitzstörungsklage vorgehen. Diese Klage ist auf Unterlassung künftiger Störungen gerichtet und muss innerhalb von 30 Tagen beim zuständigen Bezirksgericht eingebracht werden.“

## Verzicht auf Werbeverzicht
In den Jahren 2006/07 wurde von der Österreichischen Post AG landesweit eine Kampagne zum „Verzicht auf Werbeverzicht“ unter dem Slogan „Bestens informiert. Die Post bringt allen was.“ durchgeführt. Dabei fanden sich in den mit entsprechenden Aufklebern versehenen Postfächern Briefe betitelt mit „An die Bewohner“ sowie der genauen Adresse.
Mit diesen Zusendungen durch die Infomail-Marketingabteilung der Post wurden die betroffenen Bewohner dazu aufgefordert, die Möglichkeit in Betracht zu ziehen, den Werbeverzichtsaufkleber zu entfernen bzw. der Post zu erlauben, diesen entfernen zu lassen. Für den Verzicht des Aufklebers wurde sogar ein Rabatt-Gutscheinheft im Wert von 60 Euro angeboten sowie die Teilnahme an einer Verlosung von 50 iPods oder 10 Nespresso-Maschinen. Die Werbeaktion wurde von der Post unter anderem damit begründet, dass nicht alle, die einen Werbeverzichtskleber oder ein rotes Schild auf ihrem Postfach haben, wirklich keine Werbung haben möchten (Aufkleber könnten ja noch von Vormietern stammen). Diese Kampagnen wurde 2008 mit anderen Argumenten wiederholt, wobei im Zuge der Wirtschaftskrise auf den Nutzen von Postwurfsendungen und deren Informationsgewinn hingewiesen wurde.

## Teiladressierung und Werbeverzicht
In Österreich wird die Teiladressierung von der Post unter der Bezeichnung „Info.Post select“ angeboten. Auf der Homepage der Österreichischen Post AG wird dieses Produkt folgend beschrieben: „Info.Post select ist eine teiladressierte Sendung, deren Adresse zwar keinen Namen beinhaltet, jedoch die Postadresse eines bestimmten Hauses, in dem Menschen mit bestimmten Interessen wohnen.“
Zu der Zulässigkeit teiladressierter Zusendungen trotz Werbeverzichtsaufklebers gibt es unterschiedliche Auffassungen. War Anfang 2005 der Konsumentenschutz noch ratlos über diese Vorgangsweise, Werbung teiladressiert und unverlangt zu verteilen, so kristallisiert sich immer mehr die Ansicht heraus, die formalen Statuten einer unverlangten Zusendung teiladressierter Werbung würden zweifelhaft bis rechtswidrig sein.
Erkenntnisse staatlicher Gerichtsbarkeit liegen bisher keine vor.

## Weiterhin zugestelles Material
Da es sich bei Gratiszeitungen, welche nicht bloß aus Anzeigen bestehen, nicht um Werbematerial handelt, werden diese trotz Verzichtsaufkleber eingeworfen. Eine Bitte, auch solches Material nicht zuzustellen, kann, muss aber nicht, Abhilfe schaffen. Weiters sind auch Wahlwerbung und amtliche Mitteilungen vom Werbeverzicht ausgeschlossen.